# 130-мм гармата М-46
130-мм гармата М-46 (рос. 130-мм пушка М-46) — радянська причіпна гармата корпусної артилерії періоду 1950-х років. Була створена конструкторським бюро заводу № 172 у 1946—1950 роках та призначалася для заміни 122-мм гармати зразка 1931/37 років. М-46 була створена у складі нового дуплексу корпусної артилерії зі 152-мм гарматою М-47, призначеної для заміни 152-мм гармати-гаубиці зразка 1937 року. Виробництво М-46, спочатку дрібносерійне, було розпочато на заводі № 172 в 1951 році та тривало принаймні до 1971 року. Точна кількість випущених гармат у відкритих джерелах не публікувалася, проте за підрахунками Олександра Широкорада було випущено кілька тисяч одиниць М-46. Копія М-46 також випускалася в Китаї під позначенням Тип 59.
У 1950-х роках М-46 була найдалекобійнішою гарматою Радянської армії, за винятком гармат великої та особливої потужності та десятиліттями залишалася на озброєнні, перейшовши до ЗС Росії. Також М-46 широко постачалася на експорт як союзникам СРСР з Організації Варшавського договору, так і третім країнам і використовувалася десятками держав.
М-46 застосовувалися у низці локальних конфліктів, зокрема в артилерійській дуелі між Китаєм і Тайванем, В'єтнамській війні та кількох війнах на Близькому Сході. Станом на 2016 рік, М-46 все ще залишається на озброєнні низки країн.

## Конструкція

### Боєприпаси та балістика

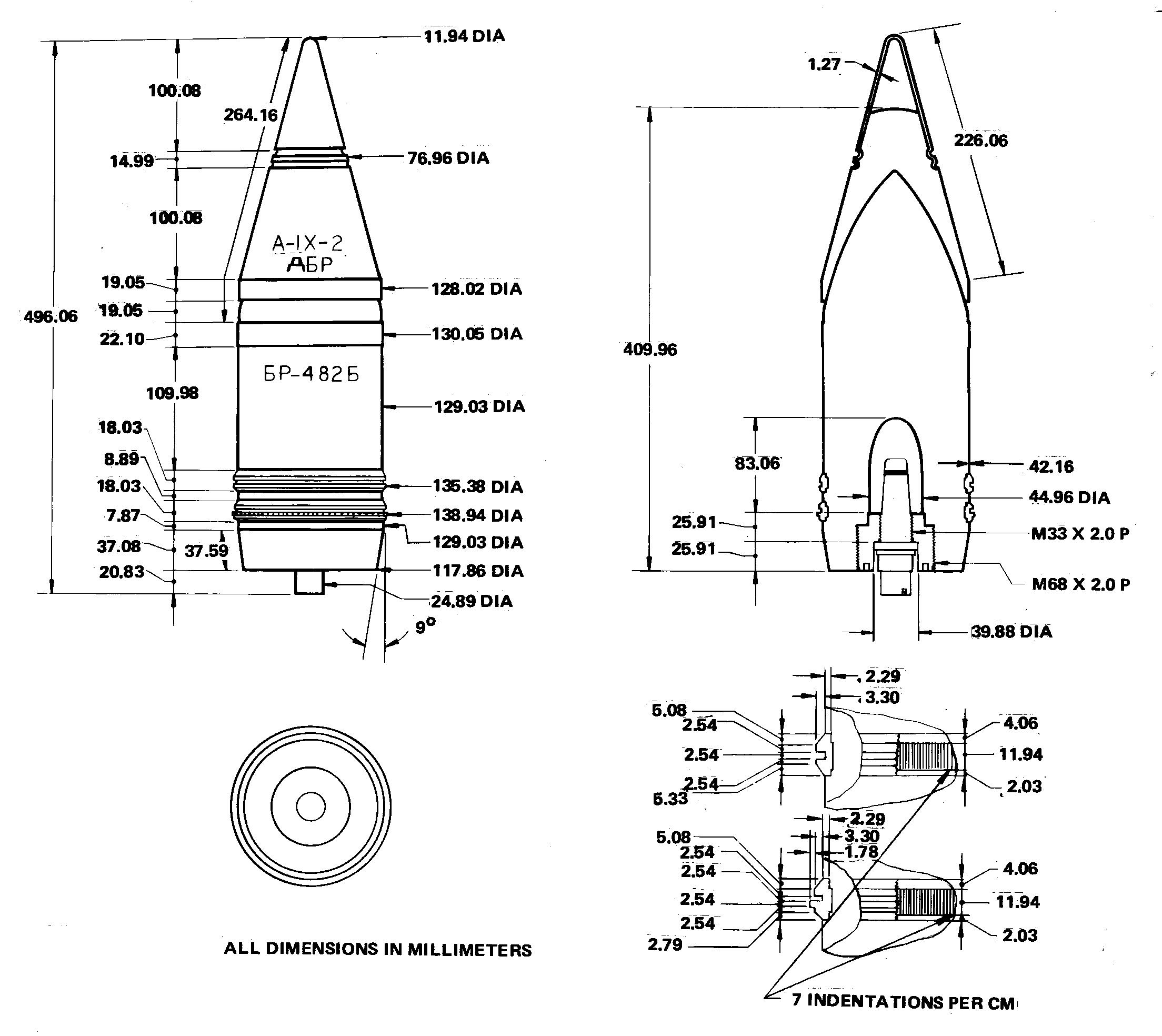
Креслення снаряда БР-482Б

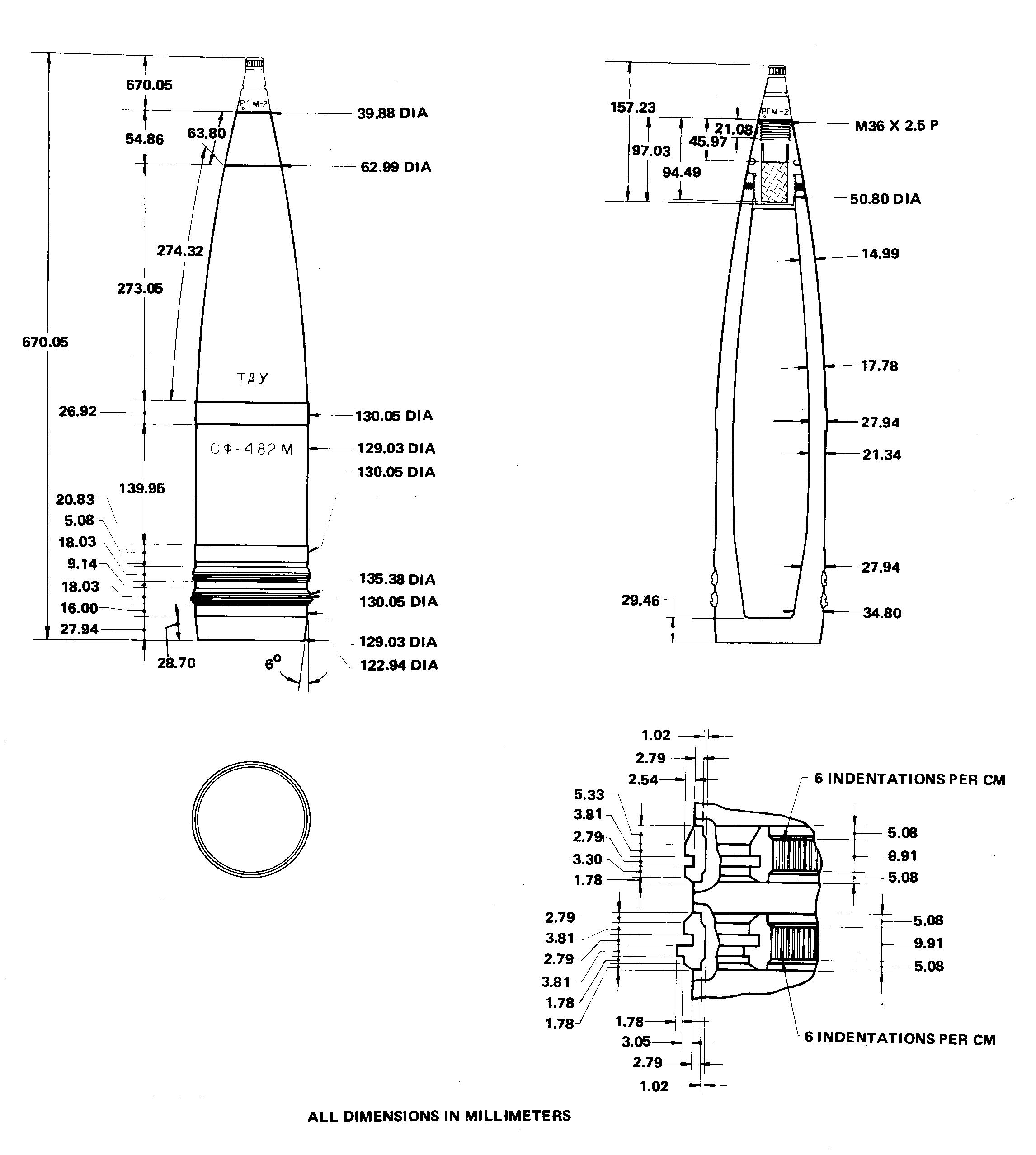
Креслення снаряда ОФ-482М

Заряджання: роздільно-гільзове.
| Боєприпаси гармати М-46         |                                         |                |                   |                  |                |                    |                       |                                   |
| Індекс пострілу                 | Тип снаряда                             | Індекс снаряда | Маса пострілу, кг | Маса снаряда, кг | Маса ВР/ОР, кг | Марка підривника   | Дульна швидкість, м/с | Максимальна дальність стрільби, м |
| 53-ВОФ-482В                     | Осколково-фугасний                      | 53-ОФ-482М     | 59,1              | 33,4             | 3,64           | РГМ-2, В-429, В-90 | 930                   | 27 490                            |
| 53-ВОФ-482ВУ                    | Осколково-фугасний                      | 53-ОФ-482М     | 51,9              | 33,4             | 3,64           | РГМ-2, В-429, В-90 | 705                   |                                   |
| 3ВОФ11                          | Осколково-фугасний                      | 3ОФ3           | 59,1              | 27,6             | 3,0            | АР-30              |                       |                                   |
| 3ВОФ12                          | Осколково-фугасний                      | 3ОФ3           | 51,8              | 27,6             | 3,0            | АР-30              |                       |                                   |
| 3ВОФ43                          | Осколково-фугасний                      | 3ОФ33          | 59,0              | 33,4             | 4,17           | В-429, В-90, АР-5  | 930                   | 27 490                            |
| 3ВОФ44                          | Осколково-фугасний                      | 3ОФ33          |                   | 33,4             | 4,17           | В-429, В-90, АР-5  |                       | 22 500                            |
| «Фирн-1»                        | Керований                               |                |                   | 33,4             | 5,0            |                    |                       | 24 000                            |
| 53-ВБР-482                      | Бронебійний гостроголовий, трасувальний | 53-БР-482(Б)   | 59,1              | 33,4             | 0,125          | ДБР                | 930                   | 4000                              |
| 53-ВПБР-482                     | Бронебійний практичний                  | 53-ПБР-482     | 59,1              | 33,4             | —              | ДБР                | 930                   | 4000                              |
|                                 | Хімічний                                | 3ХС5           |                   | 33,4             | 1,59           |                    |                       |                                   |
|                                 | Хімічний                                | 3ХС6           |                   | 33,4             | 1,39           |                    |                       |                                   |
|                                 | Хімічний                                | 3ХС9           |                   | 33,4             | 1,5            |                    |                       |                                   |
| ЗВДЦ1                           | Цілевказівний                           | 3ДЦ1           | 59,3              | 33,6             | —              | РГМ-2, В-429       | 930                   | н/д                               |
| ЗВДЦ2                           | Цілевказівний                           | 3ДЦ1           | 52,0              | 33,6             | —              | РГМ-2, В-429       | 705                   | н/д                               |
| 3ВС1                            | Освітлювальний                          | А3-СП-46       |                   | 25,8             | 0,05           | ТМ-16              |                       |                                   |
| 3ВС6                            | Освітлювальний                          | 3С2            | 59,129            | 33,03            | 0,05           | Т-90               | 687                   | 14 350                            |
| 3ВС7                            | Освітлювальний                          | 3С2            | 51,837            | 33,03            | 0,05           | Т-90               | н/д                   | н/д                               |
| Постріли іноземного виробництва |                                         |                |                   |                  |                |                    |                       |                                   |
| Ізраїльські                     |                                         |                |                   |                  |                |                    |                       |                                   |
|                                 | Осколково-фугасний                      | 53-ОФ-482М     | 59,1              | 33,4             | 3,64           | M739               | 930                   | 27 490                            |
|                                 | Осколково-фугасний                      | 53-ОФ-482М     | 51,9              | 33,4             | 3,64           | M739               | 705                   |                                   |
| Іранські                        |                                         |                |                   |                  |                |                    |                       |                                   |
|                                 | Осколково-фугасний, активно-реактивний  | HE BB          |                   | 35,5             | 3,7            |                    | 930                   | 37 000                            |
| Китайські                       |                                         |                |                   |                  |                |                    |                       |                                   |
|                                 | Осколково-фугасний                      |                |                   | 33,4             | 3,6            | Liu-5              | 930                   | 27 490                            |
|                                 | Осколково-фугасний, активно-реактивний  | MP-130         |                   | 33,4             |                | Liu-5              |                       | 34 360                            |
|                                 | Осколково-фугасний, активно-реактивний  | MP-132         | 58                | 32,41            | 3,3            | Liu-5              | 944                   | 32 000                            |
|                                 | Освітлювальний                          |                |                   | 29,1             | 1,96           | Shi-4              | 950                   | 24 500                            |

| Таблиця стрільби гармати М-46 для снарядів 53-ОФ-482М та 3ОФ33 |                 |                       |                          |                              |
| Заряд                                                          | Вага заряду, кг | Дульна швидкість, м/с | Максимальна дальність, м | Тиск у каналі ствола, кг/см² |
| Повний                                                         | 12,9            | 930                   | 27 490                   | 3150                         |
| № 1                                                            | 10,9            | 810                   | 22 400                   |                              |
| № 2                                                            | 6,54            | 705                   | 19 200                   | 2700                         |
| № 3                                                            | 5,25            | 621                   | 16 400                   |                              |
| № 4                                                            | 3,98            | 525                   | 13 400                   |                              |

| Таблиця бронепробиття для гармати М-46 |     |      |      |      |      |      |
| Кут зустрічі \ Відстань, м | 500 | 1000 | 1500 | 2000 | 3000 | 4000 |
| БР-482 та БР-482Б |     |      |      |      |      |      |
| Кут зустрічі 60° | 205 | 195  | 185  | 170  | 145  | 120  |
| Кут зустрічі 90° | 250 | 240  | 225  | 210  | 180  | 150  |
| Бронепробиття наводиться за радянською методикою вимірювання пробивної здатності. Слід пам'ятати, що в різний час та в різних країнах використовувалися різні методики визначення бронепробиття. Як наслідок, пряме порівняння з аналогічними даними інших гармат нерідко виявляється неможливим. |     |      |      |      |      |      |

## Варіанти

### СРСР і Росія
- Гібрид з АК-130: російський варіант, що поєднує лафет М-46 з артилерійською частиною від корабельної гармати АК-130, що використовує унітарні постріли. Такі гармати було помічено в липні 2024 року.[11]

## На озброєнні

### Поточні оператори
- Азербайджан — 36 М-46, станом на 2017 рік[12]
- Алжир — 10 М-46, станом на 2017 рік[13]
- Ангола — 48 М-46, станом на 2017 рік[14]
- Бангладеш — 62 Тип 59-1 (М-46), станом на 2017 рік[15]
- В'єтнам — деяка кількість М-46, станом на 2017 рік[16]
- Гаяна — 6 М-46 у несправному стані, станом на 2017 рік[17]
- Гвінея — 12 М-46, станом на 2017 рік[18]
- Єгипет — >420 М-46, станом на 2017 рік[19]
- Замбія — 18 М-46, станом на 2021 рік[20]
- Ізраїль — 100 М-46, станом на 2017 рік[21]
- Індія — 600 М-46, із них 500 на зберіганні, станом на 2017 рік[22]
- Ірак — деяка кількість М-46 та Тип-59, станом на 2017 рік[23]
- Іран — 985 М-46, станом на 2017 рік[24]
- Ісламська Держава — кількість невідома[25]
- Камерун — 12 Тип-59 (М-46), станом на 2017 рік[26]
- КНР — 234 Тип 59/Тип 59-1 (М-46), станом на 2017 рік[27]
- Північна Корея — деяка кількість М-46, станом на 2017 рік[28]
- Республіка Конго — 5 М-46, станом на 2021 рік[29]
- ДР Конго — 42 Тип 59/Тип 59-1 (М-46), станом на 2017 рік[30]
- Куба — деяка кількість М-46, станом на 2017 рік[31]
- Лаос — 10 М-46, станом на 2017 рік[32]
- Ліван — 15 М-46, станом на 2017 рік[33]
- Марокко — 18 М-46, станом на 2017 рік[33]
- Мозамбік — 6 М-46, станом на 2017 рік[34]
- Монголія — деяка кількість М-46, станом на 2017 рік[35]
- М'янма — 16 М-46, станом на 2017 рік[36]
- Нігерія — 7 М-46, станом на 2017 рік[37]
- Оман — 12 М-46 та 12 Тип 59-1, станом на 2017 рік[38]
- Перу — 36 М-46, станом на 2017 рік[39]
- Сербія — 18 M-46, станом на 2017 рік[40]
- Сирія — деяка кількість M-46, деякі встановлені на автомобілі (Ган-трак), станом на 2017 рік[41]
- Судан — 75 М-46 та Тип 59-1, станом на 2017 рік[42]
- Туркменістан — 6 М-46, станом на 2017 рік[43]
- Україна — 15 гармат М-46 були передані Хорватією улітку 2022 року під час російського вторгнення в Україну[44]
- Хорватія — 19 M-46H1, станом на 2017 рік[45]
- Фінляндія — 36 M-46, станом на 2017 рік[46]
- Еритрея — 19 M-46, станом на 2017 рік[47]
- Ефіопія — деяка кількість M-46, станом на 2017 рік[48]
- Південний Судан — деяка кількість M-46 станом на 2018 рік[49]

### Колишні оператори
- СРСР — перейшли до країн, що утворилися після розпаду
- Вірменія — деяка кількість, станом на 2016 рік
- Афганістан — деяка кількість, станом на 2010 рік[50]
- Болгарія — деяка кількість[51], зняті з озброєння[52]
- Боснія і Герцеговина — 61 гармата, станом на 2012 рік[53]
- НДР — деяка кількість[51], перейшли до ФРН/зняті з озброєння
- Ємен — 60 гармат, станом на 2012 рік[54]
- Камбоджа — деяка кількість Тип 59, станом на 2010 рік[55]
- Лівія — деяка кількість, станом на 2012 рік[56]
- Малі — за повідомленнями, деяка кількість станом на 2012 рік перебуває на озброєнні[57]
- ОАЕ — 20 Тип 59, станом на 2010 рік[58]
- Пакистан — 410 Тип 59, станом на 2010 рік[59]
- Польща — деяка кількість[51], зняті з озброєння[60]
- Росія — 650 гармат на зберіганні, станом на 2016 рік[61]
- Таїланд — 15 Тип 59, станом на 2010 рік[62]
- Танзанія — 30 Тип 59, станом на 2010 рік[63]
- Шрі-Ланка — 40 Тип 59, станом на 2010 рік[64]
- Югославія — деяка кількість[51], перейшли до країн, що утворилися після розпаду
  -  Республіка Сербська Країна — 45 гармат на початку 1995 року[65]

### Виноски
1. ↑  На максимальному заряді
2. ↑  Дальність для стрільби прямим наведенням
3. ↑  Дальність для стрільби прямим наведенням
4. ↑  Отруйна речовина Р-35 (зарин)
5. 1 2  Отруйна речовина Р-33[en] (аналог VX)